# اورلوفکا (کت)
اورلوفکا (به لاتین: Orlovka) یک رود در روسیه است که در سرزمین کراسنویارسک واقع شده‌است.